# Journal of Consulting and Clinical Psychology
Das Journal of Consulting and Clinical Psychology (JCCP)  ist eine der international einflussreichsten wissenschaftlichen Fachzeitschriften im Bereich der klinischen Psychologie.
Die Zeitschrift wird von der American Psychological Association (APA) herausgegeben und erscheint sechs Mal im Jahr. Chefredakteur ist Arthur M. Nezu. 2012 betrug der Impact Factor 5,011 (2017: 4,536). Die Zeitschrift lag damit auf Rang 6 von 114 im Social Sciences Citation Index indexierten Zeitschriften in der Kategorie klinische Psychologie.

## Geschichte
Die Zeitschrift erschien von 1937 bis 1967 als Journal of Consulting Psychology. Seit 1968 (32. Jahrgang) erscheint die Zeitschrift unter dem jetzigen Namen Journal of Consulting and Clinical Psychology.